# ناتالی مینز
ناتالی لوئیز مِینز پاسدار (به انگلیسی: Natalie Louise Maines Pasdar) (زادهٔ ۱۴ اکتبر ۱۹۷۴) خواننده و آهنگ‌ساز آمریکایی است که بیشتر برای حضور در گروه کانتریِ دیکسی چیکس شناخته می‌شود. او در سال ۲۰۰۳ و در جریان کنسرتی در لندن، از سیاست‌های جرج بوش در حمله به عراق انتقاد کرد که با واکنش‌های تندی در داخل آمریکا مواجه شد. رادیوهای کانتری ترانه‌های گروه دیکسی چیکس را تحریم کردند و مردم آلبوم‌های آنان را از بین بردند. در این میان، مِینز نیز از طرف افراد ناشناس تهدید به مرگ شد. مِینز و دو عضو دیگرِ گروه دیکسی چیکس، با انتشار آلبوم پیمودن راه دراز، به بخشی از انتقادها پاسخ گفتند.
ناتالی مِینز نخستین آلبوم انفرادی خود را به نام مادر در سال ۲۰۱۳ منتشر کرد.

## زندگی

### زندگی شخصی
ناتالی مِینز در سال ۲۰۰۰ با بازیگر آمریکایی-ایرانی، ادریان کیوان پاسدار، ازدواج کرد. آن‌ها دو فرزند دارند.